# Torbda parallela
Torbda parallela är en stekelart som beskrevs av Setsuya Momoi 1970. Torbda parallela ingår i släktet Torbda och familjen brokparasitsteklar. Inga underarter finns listade i Catalogue of Life.